# Augustijnenklooster (Gent)
Het Augustijnenklooster in Gent werd op 24 november 1296 gesticht toen de augustijnen zich met de zegen van de bisschop van Doornik ook in Gent vestigden. Met het klooster is ook de Sint-Stefanuskerk verbonden.
Het klooster ligt tussen de Augustijnenkaai aan de Lieve en de Academiestraat. Het klooster werd op 20 september 1958 beschermd als monument van onroerend erfgoed.

## Geschiedenis
De augustijnen hadden zich in 1295 in de stad Gent gevestigd in het huis "ter Capelle", dat hen was geschonken door de familie van Gerelmus Borluut, zoon van Boudewijn en Margriet Rijnvisch. Bij dit huis lag de Sint-Stefanuskapel die als eerste kloosterkerk in gebruik werd genomen. Ter Capelle bevond zich op de hoek van de (Lange) Steenstraat en de straat die naar de Oudburg leidt. Kerkrechtelijk werd het klooster opgericht in 1296.  
Het klooster werd geplunderd en vernield bij de Beeldenstorm in 1566 en een tweede en nog heviger maal op aansteken van het calvinistisch stadsbestuur van Gent in 1578 en werd verkocht in 1582. De orde werd evenwel in 1584 al terug hersteld en de kloostergebouwen werden herbouwd, op kosten van de stad Gent. De kerk in 1606, een college waar de augustijnen twee eeuw lang onderwijs zouden inrichten in 1609, het klooster zelf van 1621 tot 1622. De Fransen schaften de orde af in 1796, maar al een jaar later konden de paters de kloostergebouwen terugkopen. Van 1809 tot 1810 werd het klooster een militair hospitaal, vanaf 1815 verhuurden de paters ruimte aan katoenfabrieken. Het klooster werd kanoniek heropgericht in 1834. Gedurende de nacht van 19 op 20 januari 1838, brandden klooster en kerk geheel af. De herstelde kerk werd heropend in 1841. In het klooster hangt onder andere het schilderij De besnijdenis van Christus van Melchior de la Mars (Vlaamse Meesters in Situ).
Anno 2019 is de orde nog actief in Gent, met weliswaar een deel van het klooster ingericht als studentenkamers en een deel ter beschikking voor congressen en andere evenementen.
In juni 2019 werden de Gentse kloostergemeenschap, haar overste en twee andere leden door de correctionele rechtbank vrijgesproken voor onder andere mensenhandel en valsheid in geschrifte. Het onderzoek naar de feiten werd in 2014 geopend na een klacht van enkele voormalige Afrikaanse studenten-postulanten die stelden onder het mom van een religieuze opleiding naar België te zijn gehaald. De rechtbank achtte deze feiten niet bewezen. Wel was er een veroordeling voor enkele sociaalrechtelijke inbreuken. Deze feiten hadden geen betrekking op de klacht van de voormalige Afrikaanse postulanten.